# Taekwondo-Weltmeisterschaften 2019
Die 24. Taekwondo-Weltmeisterschaften von World Taekwondo fanden vom 15. bis 19. Mai 2019 in der Manchester Arena in Manchester im Vereinigten Königreich statt. Erneut waren die südkoreanischen Athleten, wie schon 2017, am erfolgreichsten: sie gewannen vier Goldmedaillen, sowie einmal Silber und zweimal Bronze.

## Ergebnisse

### Männer
| Gewichtsklasse | Gold            | Silber                  | Bronze                  |
| -------------- | --------------- | ----------------------- | ----------------------- |
| - 54 kg        | Bae Jun-seo     | Georgi Popow            | Paulo Melo              |
| - 54 kg        | Bae Jun-seo     | Georgi Popow            | Armin Hadipour          |
| - 58 kg        | Jang Jun        | Brandon Plaza           | Rui Bragança            |
| - 58 kg        | Jang Jun        | Brandon Plaza           | Lucas Guzmán            |
| - 63 kg        | Zhao Shuai      | Soroush Ahmadi          | Iordanis Konstantinidis |
| - 63 kg        | Zhao Shuai      | Soroush Ahmadi          | Jaouad Achab            |
| - 68 kg        | Bradly Sinden   | Javier Pérez            | Lee Dae-hoon            |
| - 68 kg        | Bradly Sinden   | Javier Pérez            | Alexei Denissenko       |
| - 74 kg        | Simone Alessio  | Ahmad Abughaush         | Daniel Quesada          |
| - 74 kg        | Simone Alessio  | Ahmad Abughaush         | Qairat Sarymsaqow       |
| - 80 kg        | Milad Beigi     | Apostolos Telikostoglou | Moisés Hernández        |
| - 80 kg        | Milad Beigi     | Apostolos Telikostoglou | Park Woo-hyeok          |
| - 87 kg        | Wladislaw Larin | Ícaro Miguel Soares     | Song Zhaoxiang          |
| - 87 kg        | Wladislaw Larin | Ícaro Miguel Soares     | Ivan Šapina             |
| + 87 kg        | Rafael Alba     | Carlos Sansores         | Maicon de Andrade       |
| + 87 kg        | Rafael Alba     | Carlos Sansores         | Hamza Kattan            |

### Frauen
| Gewichtsklasse | Gold                   | Silber             | Bronze                |
| -------------- | ---------------------- | ------------------ | --------------------- |
| - 46 kg        | Sim Jae-young          | Mahla Momenzadeh   | Tan Xueqin            |
| - 46 kg        | Sim Jae-young          | Mahla Momenzadeh   | Julanan Khantikulanon |
| - 49 kg        | Panipak Wongpattanakit | Wu Jingyu          | Rukiye Yıldırım       |
| - 49 kg        | Panipak Wongpattanakit | Wu Jingyu          | Kristina Tomić        |
| - 53 kg        | Phannapa Harnsujin     | Tatjana Kudaschowa | Aaliyah Powell        |
| - 53 kg        | Phannapa Harnsujin     | Tatjana Kudaschowa | Inese Tarvida         |
| - 57 kg        | Jade Jones             | Lee Ah-reum        | Skylar Park           |
| - 57 kg        | Jade Jones             | Lee Ah-reum        | Zhou Lijun            |
| - 62 kg        | İrem Yaman             | Caroline Santos    | Magda Wiet-Hénin      |
| - 62 kg        | İrem Yaman             | Caroline Santos    | Bruna Vuletić         |
| - 67 kg        | Zhang Mengyu           | Nur Tatar          | Milena Titoneli       |
| - 67 kg        | Zhang Mengyu           | Nur Tatar          | Fəridə Əzizova        |
| - 73 kg        | Lee Da-bin             | María Espinoza     | Marie-Paule Blé       |
| - 73 kg        | Lee Da-bin             | María Espinoza     | Nafia Kuş             |
| + 73 kg        | Bianca Walkden         | Zheng Shuyin       | Briseida Acosta       |
| + 73 kg        | Bianca Walkden         | Zheng Shuyin       | Doris Pole            |

## Medaillenspiegel
| Platz  | Land                    | Gold | Silber | Bronze | Gesamt |
| ------ | ----------------------- | ---- | ------ | ------ | ------ |
| 1      | Südkorea                | 4    | 1      | 2      | 7      |
| 2      | Vereinigtes Königreich  | 3    | –      | 1      | 4      |
| 3      | Volksrepublik China     | 2    | 2      | 3      | 7      |
| 4      | Thailand                | 2    | –      | 1      | 3      |
| 5      | Russland                | 1    | 2      | 1      | 4      |
| 6      | Türkei                  | 1    | 1      | 2      | 4      |
| 7      | Aserbaidschan           | 1    | –      | 1      | 2      |
| 8      | Italien                 | 1    | –      | –      | 1      |
| 8      | Kuba                    | 1    | –      | –      | 1      |
| 10     | Mexiko                  | –    | 3      | 1      | 4      |
| 11     | Brasilien               | –    | 2      | 3      | 5      |
| 12     | Iran                    | –    | 2      | 1      | 3      |
| 13     | Jordanien               | –    | 1      | 1      | 2      |
| 13     | Spanien                 | –    | 1      | 1      | 2      |
| 15     | Griechenland            | –    | 1      | –      | 1      |
| 16     | Kroatien                | –    | –      | 4      | 4      |
| 17     | Frankreich              | –    | –      | 2      | 2      |
| 18     | Argentinien             | –    | –      | 1      | 1      |
| 18     | Belgien                 | –    | –      | 1      | 1      |
| 18     | Deutschland             | –    | –      | 1      | 1      |
| 18     | Dominikanische Republik | –    | –      | 1      | 1      |
| 18     | Kanada                  | –    | –      | 1      | 1      |
| 18     | Kasachstan              | –    | –      | 1      | 1      |
| 18     | Lettland                | –    | –      | 1      | 1      |
| 18     | Portugal                | –    | –      | 1      | 1      |
| Gesamt | Gesamt                  | 16   | 16     | 32     | 64     |